# Баламутин, Анатолий Иванович
Анатолий Иванович Баламутин (род. 1929) — советский и российский инженер-конструктор, специалист в области разработки ядерных зарядов; лауреат Ленинской премии (1967), заслуженный конструктор Российской Федерации (2002).

## Биография
Родился в 1929 году в деревне Молзино Московской области.
В 1950 году окончил Кудиновский машиностроительный техникум, в 1956 году — Московское высшее техническое училище им. Н. Э. Баумана.
С 1956 года работал в системе атомной промышленности СССР. С 1956 года направлен в город Арзамас-16, работал инженер-конструктором в КБ-11, участвовал в работах, связанных с испытанием термоядерных зарядов для ракетного комплекса Р-13.
С 1958 года направлен в закрытый город Челябинск-70 работал инженер-конструктором, с 1965 по 1975 год — начальником отдела по разработке атомных зарядов, с 1975 по 1996 год — заместителем начальника научно-конструкторского отделения, с 1996 года — главным специалистом Всероссийского научно-исследовательского института технической физики. А. И. Баламутин принимал участие в разработке новых материалов, используемых в конструкциях вооружений, внёс большой вклад в освоение ядерных зарядов в серийном производстве, хранении и утилизации радиоактивных материалов.

## Награды
Источники:

### Ордена
- Орден Ленина (1981)
- Орден Трудового Красного Знамени (1975)

### Премии
- Ленинская премия (1967)

### Звания
- Заслуженный конструктор Российской Федерации (2002).

### Знаки отличия
- Почётный гражданин города Снежинска (2017 — «За большие достижения в трудовой деятельности, выдающийся вклад в развитие производственной и социальной сферы города, активное участие в общественной жизни и в связи с 60-летием города Снежинска»[3])